# Pós-liberalismo
Pós-liberalismo refere-se a um conjunto de pensamentos políticos que rejeitam as visões liberais sobre a economia de mercado, globalização e as visões individualistas sobre a sociedade, propondo em vez disso uma visão comunitária do mundo que prioriza o bem comum, solidariedade social e o cultivo das virtudes, muitas vezes recorrendo a estruturas morais e religiosas tradicionais.
Os pensadores pós-liberais vêm tanto da esquerda quanto da direita, e o pensamento está associado a uma gama diversificada de ideias; incluindo o nacionalismo econômico, o localismo e uma crítica à própria democracia liberal.